# Droga krajowa B508 (Niemcy)
Droga krajowa 508 (niem. Bundesstraße 508) – niemiecka droga krajowa przebiegająca na osi wschód-zachód i jest połączeniem drogi B54 w Kreuztal z drogą B62 w okolicach Lützel, dzielnicy Hilchenbach na południu Nadrenii Północnej-Westfalii.
Droga, jest oznakowana jako B508 od połowy lat 70. XX stulecia.